# Willy Werner

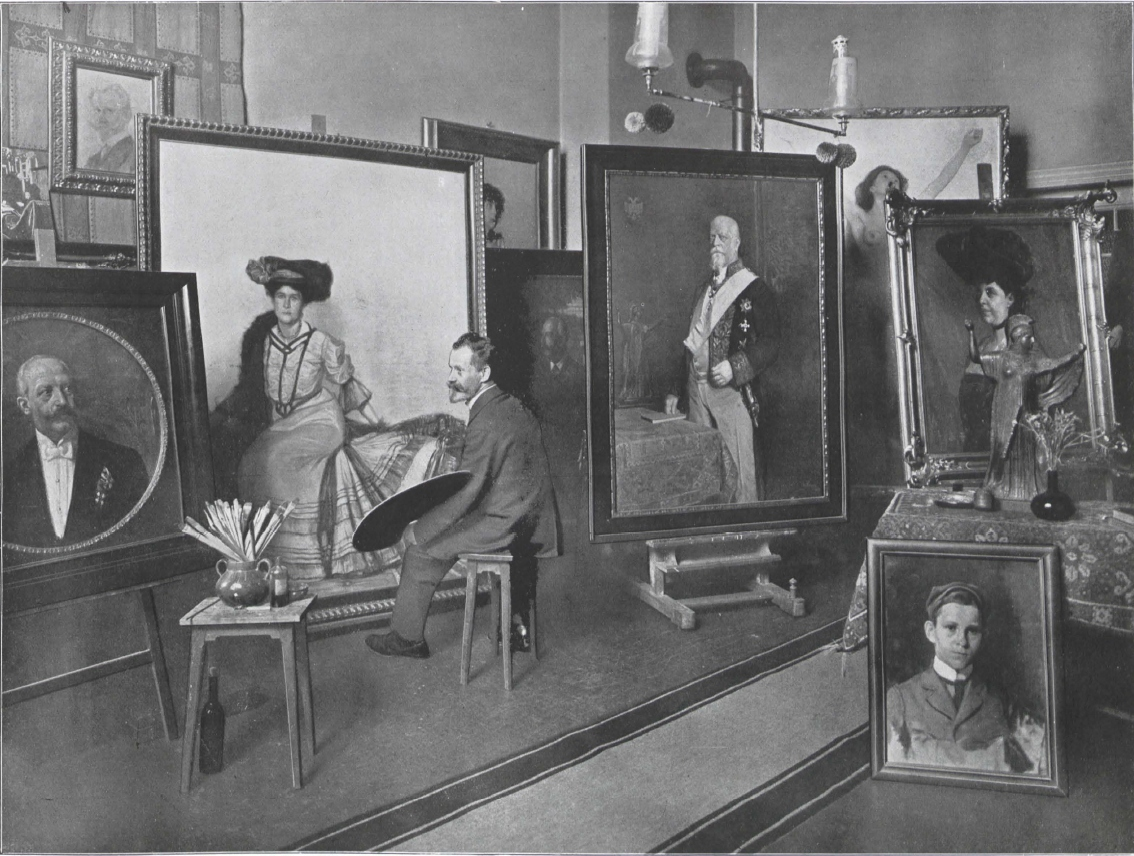
Willy Werner in seinem Atelier, 1909. Foto von Hermann Boll.

Willibald Werner (* 7. September 1868 in Berlin; † 8. April 1931 ebenda) war ein deutscher Bildnis- und Genremaler.

## Leben und Wirken
Zunächst studierte er an der königlichen Kunstschule in Berlin (1884–1886), anschließend bei August Kaselowski. Danach arbeitete er freischaffend als Bildnis- und Genremaler, Zeichner und Illustrator in Französisch-Buchholz, ab 1908 in Berlin-Grunewald. Mehrfach war er auf der Großen Berliner Kunstausstellung vertreten (Kataloge von 1904, 1905 und 1908). Er trug den Titel Professor.
1931 verstarb er in Berlin, seine Beisetzung erfolgte auf dem Südwestkirchhof Stahnsdorf.

## Werke (Auswahl)
- Bilder aus dem Spreewald (Faksimiledruck Berlin 1895)
- Paul Lindenberg: Fritz Vogelsang. Abenteuer eines deutschen Schiffsjungen in Kiautschou (Illustrationen Berlin 1899)
- Tanzpause in Leipe (Zeichnung 1901)
- Drei Mädchen im Kahn (1904)
- In Flanderns Feldern (Soldatengrab in Mohnblumenfeld) (1915)
- Weiblicher Halbakt (1918)
- Frauengasse in Danzig im Winter (ca. 1920)
- Alter Hafen von Danzig
- Blick auf die Altstadt von Danzig
- Hafenansicht mit Segelbooten
- Spätsommer
- Gdańsk – Długie Pobrzeże